# Valse (cocktail)
Pour l’article homonyme, voir Valse.
Une valse est un cocktail à base de bière, généralement blonde, auquel on ajoute du sirop de menthe.

## Histoire
Le nom « valse », argotique,, est à rapprocher du nom « tango », qui désigne un autre cocktail, fait de bière et de Sirop de grenadine, dont la valse s'inspire.
On trouve parfois ce cocktail désigné sous le nom de « pelouse », en raison de sa couleur.
En Belgique une bière avec du sirop de menthe est appelée un perroquet.

## Réalisation
La valse se prépare directement dans le verre, en versant 4 cl de sirop de menthe, puis 15 cl de bière.